# Dave Mirra
Dave Mirra est un pilote de BMX et de rallycross américain né le 4 avril 1974 à Chittenango (État de New York) et mort le 4 février 2016  à Greenville (Caroline du Nord).

## Biographie et vie privée
Il est né le 4 avril 1974 à Chittenango (État de New York). Il est diplômé a l'université d'État polytechnique de Californie à Pomona. Il a un frère, Tim Mirra qui étudia à l'université de l'Est de la Caroline. Dave Mirra le rejoindra peu après. Ryan Nyquist sera l'un de leurs amis et tous les trois construiront des rampes et rouleront ensemble.
Il avait une femme, Lauren Mirra et deux filles.

## Carrière sportive

### BMX
Dave Mirra a remporté de nombreuses médailles aux X Games en BMX. Il détient le record du monde dans la catégorie plus haut saut sur une rampe en BMX et ce, sans être tiré par une moto. Il est le premier homme à avoir effectué un double backflip en BMX lors d'une compétition (X Games 2000). 

### Rallycross
Il pratique ensuite le rallycross aux côtés de Ken Block et Travis Pastrana. 

## Mort
Il est retrouvé mort le 4 février 2016 à Greenville (Caroline du Nord) dans un camion, avec une blessure par balle à la tête. L'hypothèse du suicide parait la plus probable selon la police, Dave Mirra souffrait de nombreux traumatismes liés à ses chutes à vélo celles-ci ont mis fin à sa carrière. En mai 2016, sa femme, Lauren Mirra, dévoile que l'autopsie pratiquée sur le cerveau de son mari a révélé qu'il souffrait d'une maladie neurodégénérative, l'encéphalopathie traumatique chronique.

## Dans la culture

### Jeux vidéo
Plusieurs jeux vidéo portent son nom, :
- 2000 : Dave Mirra Freestyle BMX (PC, PlayStation, Dreamcast, Game Boy Color)
- 2001 : Dave Mirra Freestyle BMX: Maximum Remix (PlayStation)
- 2001 : Dave Mirra Freestyle BMX 2 (PlayStation 2, Xbox, GameCube, Game Boy Advance)
- 2002 : Dave Mirra Freestyle BMX 3 (Game Boy Advance)
- 2006 : Dave Mirra BMX Challenge (Wii, PSP)

## Publications
- Dave Mirra, Mark Losey, Mirra Images, HarperCollins, 2003.